# 1896年夏季奥林匹克运动会网球比赛
1896年夏季奥林匹克运动会网球比赛共有兩個比賽項目，包括男子單打及男子雙打，分別於4月9日至4月11日進行。

## 奖牌榜
根据国际奥林匹克委员会的相关资料记载，当时的冠军会得到一枚银牌，其它名次则没有任何奖牌。
| 項目             | 金牌                                             | 银牌                                                                    | 铜牌                                       |
| 男子單打（詳細） | 约翰·博兰（英国）                                | 迪米特里奧斯·卡斯達格利斯（希腊）                                       | 康斯坦丁諾斯·帕斯帕蒂斯（希腊）            |
| 男子單打（詳細） | 约翰·博兰（英国）                                | 迪米特里奧斯·卡斯達格利斯（希腊）                                       | 莫姆奇洛·塔帕維卡（匈牙利）                |
| 男子雙打（詳細） | 约翰·博兰（英国） 及 · 弗里德里希·特勞恩（德国） | 德米特里奧斯·彼得羅科基諾斯（希腊） · 迪米特里奧斯·卡斯達格利斯（希腊） | 特迪·弗拉克（） 及 · 乔治·S·罗伯逊（英国） |

## 參賽國家
本屆夏季奥运会网球比赛共有來自6個國家的13名運動員參與：
- 法国
- 德国
- 英国
- 希腊
- 匈牙利

## 各國奖牌榜
| 排名 | 国家／地区 | 金牌 | 银牌 | 铜牌 | 總數 |
| ---- | ---------- | ---- | ---- | ---- | ---- |
| 1    | 混合代表隊 | 1    | 1    | 1    | 3    |
| 2    | 英国       | 1    | 0    | 0    | 1    |
| 3    | 希腊       | 0    | 1    | 1    | 2    |
| 4    | 匈牙利     | 0    | 0    | 1    | 1    |